# Tour della nazionale maschile di rugby a 15 della Romania 2005
Tra il 2004 e il 2007, la nazionale della Romania di "rugby a 15" si reca all'estero in poche occasioni, ma sempre contro avversari qualificati, come Galles e Irlanda.
Nel 2005, affronta in un test l'Irlanda che schiera molti nuovi giocatori.
| Arbitro: | Andrew Cole |

| |            | |
| N.Best, Dempsey Murphy, O'Connor Trimble 2 | mt         | |
| Humphreys 5 | tr         | |
| Humphreys | c.p.       | Mitu 4 |
| 15.Geordan Murphy, 14.Shane Horgan, 13.Andrew Trimble, 12.Gordon D'Arcy, 11.Tommy Bowe, 10.David Humphreys (cap.), 9.Kieran Campbell, 8.Denis Leamy, 7.Johnny O'Connor, 6.Neil Best, 5.Leo Cullen, 4.Donncha O'Callaghan, 3.Simon Best, 2.Shane Byrne, 1.Marcus Horan - Sostituti: 16.Jerry Flannery, 17.John Hayes, 18.Mick O'Driscoll, 19.Simon Easterby, 20.Peter Stringer, 21.Ronan O'Gara, 22.Girvan Dempsey | Formazioni | · 15.Catalin Fercu, 14.Gabriel Brezoianu, 13.Ionut Tofan, 12.Valentin Maftei, 11.Ion Teodorescu, 10.Ionut Dimofte, 9.Petre Mitu, 8.Ovidiu Tonita, 7.Alex Manta , 6.Florin Corodeanu, 5.Cristian Petre, 4.Sorin Socol (cap.), 3.Petrisor Toderasc, 2.Marius Țincu, 1.Petru Balan - Sostituti: 16.Cezar Popescu, 17.Marcel Socaciu, 18.Costica Mersoiu, 19.Cosmin Ratiu, 20.Lucian Sirbu, 21.Csaba Gal, 22.Dan Vlad |